# リーディングアーム式サスペンション
リーディングアーム式サスペンション（リーディングアームしきサスペンション）とは、スイングアームを用いた自動車のサスペンション形式のひとつで、車体のY軸（車軸と同じ左右方向）上にあるスイング軸（ピボット）が車軸の後ろにあることから「リーディング」の名が付いている。トレーリングアーム式とは向きが逆なだけで、前輪に用いられるのがリーディングアーム式、後輪に用いられるのがトレーリングアーム式となっている。